# Ronde van Romandië 2014
De 68e editie van de Ronde van Romandië was een wielerwedstrijd die startte op 29 april 2014 en eindigde op 4 mei 2014. De ronde maakte deel uit van de UCI World Tour 2014. De Brit Chris Froome wist zijn titel met succes te verdedigen.

## Deelnemende ploegen
| 18 UCI World Tour-ploegen | 18 UCI World Tour-ploegen | 18 UCI World Tour-ploegen | 1 wildcard  |
| ------------------------- | ------------------------- | ------------------------- | ----------- |
| AG2R La Mondiale          | FDJ.fr                    | Movistar                  | IAM Cycling |
| Astana                    | Garmin Sharp              | Omega Pharma-Quick-Step   |             |
| Belkin                    | Giant-Shimano             | Orica-GreenEdge           |             |
| BMC Racing Team           | Lampre-Merida             | Sky ProCycling            |             |
| Cannondale                | Lotto-Belisol             | Tinkoff-Saxo              |             |
| Europcar                  | Katjoesja                 | Trek Factory Racing       |             |
|                           |                           |                           |             |

## Startlijst
Sky Procycling
- 1.  Christopher Froome
- 2.  Nathan Earle
- 3.  David López
- 4.  Mikel Nieve
- 5.  Richie Porte
- 6.  Luke Rowe
- 7.  Christopher Sutton
- 8.  Xabier Zandio

Omega Pharma-Quick Step
- 11.  Rigoberto Urán
- 12.  Jan Bakelants
- 13.  Gianluca Brambilla
- 14.  Thomas De Gendt
- 15.  Michał Kwiatkowski
- 16.  Tony Martin
- 17.  Serge Pauwels
- 18.  Julien Vermote

Movistar Team
- 21.  Jonathan Castroviejo
- 22.  Jesús Herrada
- 23.  Beñat Intxausti
- 24.  Jon Izagirre
- 25.  Pablo Lastras
- 26.  Juan José Lobato
- 27.  Sylwester Szmyd
- 28.  Giovanni Visconti

Team Katjoesja
- 31.  Simon Špilak
- 32.  Pavel Broett
- 33.  Sergej Tsjernetski
- 34.  Michail Ignatiev
- 35.  Dmitri Kozontsjoek
- 36.  Jegor Silin
- 37.  Joeri Trofimov
- 38.  Aleksej Tsatevitsj

Ag2r-La Mondiale
- 41.  Jean-Christophe Péraud
- 42.  Davide Appollonio
- 43.  Guillaume Bonnafond
- 44.  Maxime Bouet
- 45.  Mikaël Cherel
- 46.  Axel Domont
- 47.  Damien Gaudin
- 48.  Alexis Vuillermoz

BMC Racing Team
- 51.  Tejay van Garderen
- 52.  Darwin Atapuma
- 53.  Silvan Dillier
- 54.  Martin Kohler
- 55.  Dominik Nerz
- 56.  Peter Velits
- 57.  Larry Warbasse
- 58.  Danilo Wyss

Tinkoff-Saxo
- 61.  Nicolas Roche
- 62.  Edward Beltrán
- 63.  Christopher Juul Jensen
- 64.  Rafał Majka
- 65.  Jay McCarthy
- 66.  Jevgeni Petrov
- 67.  Paweł Poljański
- 68.  Oliver Zaugg

Trek Factory Racing
- 71.  Riccardo Zoidl
- 72.  Eugenio Alafaci
- 73.  Danilo Hondo
- 74.  Giacomo Nizzolo
- 75.  Jesse Sergent
- 76.  Danny van Poppel
- 77.  Jens Voigt
- 78.  Calvin Watson

Orica-GreenEDGE
- 81.  Michael Albasini
- 82.  Sam Bewley
- 83.  Michael Hepburn
- 84.  Brett Lancaster
- 85.  Christian Meier
- 86.  Cameron Meyer
- 87.  Nino Schurter
- 88.  Svein Tuft

Belkin Pro Cycling Team
- 91.  Laurens ten Dam
- 92.  Jack Bobridge
- 93.  Stef Clement
- 94.  Jonathan Hivert
- 95.  Moreno Hofland
- 96.  Martijn Keizer
- 97.  Paul Martens
- 98.  Lars Petter Nordhaug

Garmin-Sharp
- 101.  Andrew Talansky
- 102.  André Cardoso
- 103.  Thomas Danielson
- 104.  Rohan Dennis
- 105.  Caleb Fairly
- 106.  Koldo Fernández
- 107.  Lachlan Morton
- 108.  Ramūnas Navardauskas

Team Giant-Shimano
- 111.  Marcel Kittel
- 112.  Thierry Hupond
- 113.  Tobias Ludvigsson
- 114.  Luka Mezgec
- 115.  Georg Preidler
- 116.  Tom Stamsnijder
- 117.  Albert Timmer
- 118.  Tom Veelers

Lampre-Merida
- 121.  Rui Costa
- 122.  Winner Anacona
- 123.  Elia Favilli
- 124.  Roberto Ferrari
- 125.  Manuele Mori
- 126.  Nelson Oliveira
- 127.  Rafael Valls Ferri
- 128.  Gang Xu

Cannondale
- 131.  Ivan Basso
- 132.  Damiano Caruso
- 133.  Oscar Gatto
- 134.  Paolo Longo Borghini
- 135.  Jean-Marc Marino
- 136.  Matej Mohorič
- 137.  Moreno Moser
- 138.  Cayetano Sarmiento

FDJ.fr
- 141.  Thibaut Pinot
- 142.  Kenny Elissonde
- 143.  Alexandre Geniez
- 144.  Pierre-Henri Lecuisinier
- 145.  Francis Mourey
- 146.  Cédric Pineau
- 147.  Anthony Roux
- 148.  Jérémy Roy

Lotto-Belisol
- 151.  Maxime Monfort
- 152.  Sander Armée
- 153.  Sean De Bie
- 154.  Bart De Clercq
- 155.  Kenny Dehaes
- 156.  Boris Vallée
- 157.  Tosh Van der Sande
- 158.  Dennis Vanendert

Astana
- 161.  Vincenzo Nibali
- 162.  Janez Brajkovič
- 163.  Jakob Fuglsang
- 164.  Andrij Hryvko
- 165.  Maksim Iglinski
- 166.  Tanel Kangert
- 167.  Fredrik Kessiakoff
- 168.  Lieuwe Westra

Team Europcar
- 171.  Thomas Voeckler
- 172.  Cyril Gautier
- 173.  Romain Guillemois
- 174.  Tony Hurel
- 175.  Christophe Kern
- 176.  Davide Malacarne
- 177.  Maxime Méderel
- 178.  Björn Thurau

IAM Cycling
- 181.  Mathias Frank
- 182.  Matthias Brändle
- 183.  Jonathan Fumeaux
- 184.  Reto Hollenstein
- 185.  Pirmin Lang
- 186.  Sébastien Reichenbach
- 187.  Johann Tschopp
- 188.  Marcel Wyss

## Etappe-overzicht
| etappe  | datum    | start       | finish    | type                | afstand      | winnaar            | klassementsleider  |
| ------- | -------- | ----------- | --------- | ------------------- | ------------ | ------------------ | ------------------ |
| Proloog | 29 april | Ascona      | Ascona    | Proloog             | 5,57 km      | Michał Kwiatkowski | Michał Kwiatkowski |
| 1e      | 30 april | Brigerbad   | Sion      | Heuvelrit           | 203 km 88 km | Michael Albasini   | Michał Kwiatkowski |
| 2e      | 1 mei    | Sion        | Montreux  | Heuvelrit           | 166,5 km     | Michael Albasini   | Michael Albasini   |
| 3e      | 2 mei    | Le Bouveret | Aigle     | Bergrit             | 180,2 km     | Simon Špilak       | Simon Špilak       |
| 4e      | 3 mei    | Fribourg    | Fribourg  | Heuvelrit           | 174 km       | Michael Albasini   | Simon Špilak       |
| 5e      | 4 mei    | Neuchâtel   | Neuchâtel | Individuele tijdrit | 18,5 km      | Chris Froome       | Chris Froome       |

## Etappe-uitslagen

### Proloog

#### Verloop
Michał Kwiatkowski begon vroeg aan zijn tijdrit aan de boorden van het Lago Maggiore. De jonge Pool van Omega Pharma-Quick-Step reeg de voorbije weken de ereplaatsen aan elkaar (5e in de Amstel, 3e in de Waalse Pijl en 3e Luik), maar winnen zat er maar niet in.
Kwiatkowski's tussentijd was nog bescheiden, maar aan de finish blies hij de concurrentie weg. Met Rohan Dennis, Marcel Kittel en Giacomo Nizzolo volgde nog meer jong geweld in zijn slipstream.
De grote namen lieten het enigszins afweten op het korte, technische parcours. Wereldkampioen tijdrijden Tony Martin (5e) en titelverdediger en Tourwinnaar Chris Froome (13e) konden de schade nog beperken, maar dat kan niet gezegd worden van Rui Costa (38e), Andrew Talansky (39e) en Richie Porte (77e).
Tejay van Garderen, een van de favorieten op de eindzege, verloor zelfs meer dan drie minuten door een valpartij. De Amerikaan eindigde zo troosteloos laatste.
Vanuit Belgisch oogpunt was Thomas De Gendt de uitschieter. De Gendt was in volle voorbereiding op de Giro, waar ook Maxime Monfort (vandaag 44e) klassementsambities heeft.
Martijn Keizer was op een tiende plek de best geklasseerde Nederlander.

#### Uitslag
| Ascona - Ascona (5,57 km (Proloog)) |                      |                         |       |
| Plaats                              | Naam                 | Ploeg                   | Tijd  |
| Winnaar                             | Michał Kwiatkowski   | Omega Pharma-Quick-Step | 6'22" |
| 2                                   | Rohan Dennis         | Garmin Sharp            | + 4"  |
| 3                                   | Marcel Kittel        | Giant-Shimano           | z.t.  |
| 4                                   | Giacomo Nizzolo      | Trek Factory Racing     | z.t.  |
| 5                                   | Tony Martin          | Omega Pharma-Quick-Step | + 5"  |
| 6                                   | Brett Lancaster      | Orica-GreenEdge         | + 6"  |
| 7                                   | Matthias Brändle     | IAM Cycling             | + 7"  |
| 8                                   | Jesse Sergent        | Trek Factory Racing     | + 8"  |
| 9                                   | Ramūnas Navardauskas | Garmin Sharp            | + 9"  |
| 10                                  | Martijn Keizer       | Belkin                  | z.t.  |
|                                     |                      |                         |       |
| 19                                  | Thomas De Gendt      | Omega Pharma-Quick-Step | + 13" |

| Algemeen klassement |                      |                         |       |
| Plaats              | Naam                 | Ploeg                   | Tijd  |
| Gele trui           | Michał Kwiatkowski   | Omega Pharma-Quick-Step | 6'22" |
| 2                   | Rohan Dennis         | Garmin Sharp            | + 4"  |
| 3                   | Marcel Kittel        | Giant-Shimano           | z.t.  |
| 4                   | Giacomo Nizzolo      | Trek Factory Racing     | z.t.  |
| 5                   | Tony Martin          | Omega Pharma-Quick-Step | + 5"  |
| 6                   | Brett Lancaster      | Orica-GreenEdge         | + 6"  |
| 7                   | Matthias Brändle     | IAM Cycling             | + 7"  |
| 8                   | Jesse Sergent        | Trek Factory Racing     | + 8"  |
| 9                   | Ramūnas Navardauskas | Garmin Sharp            | + 9"  |
| 10                  | Martijn Keizer       | Belkin                  | z.t.  |
|                     |                      |                         |       |
| 19                  | Thomas De Gendt      | Omega Pharma-Quick-Step | + 13" |

### 1e etappe

#### Verloop
De etappe werd gekleurd door drie renners. Boris Vallée, Reto Hollenstein en Silvan Dillier gingen al vroeg in de aanval. Het drietal kreeg niet meer dan drie minuten. Met nog 27 kilometer te gaan, werd de kopgroep ingerekend door het peloton.
Op ruim twintig kilometer voor de eindstreep kregen de renners een lastige beklimming voor de kiezen. Het peloton werd hierop flink uitgedund. Onder meer Marcel Kittel en Tejay van Garderen moesten de voorste groep laten gaan.
Voor Johann Tschopp ging het echter niet snel genoeg. De Zwitser van IAM Cycling plaatste een aanval en kreeg even later Thibaut Pinot met zich mee. Samen reden ze over de top van de laatste beklimming van de dag. Het tweetal werd echter snel ingerekend.
In de afdaling probeerde Vincenzo Nibali er vervolgens vandoor te gaan. De Italiaan sloeg snel een groot gat. Met nog zeven kilometer te gaan, had Nibali 25 seconden voorsprong op het uitgedunde peloton, dat werd geleid door Omega Pharma-Quick-Step en AG2R La Mondiale.
Op twee kilometer van de meet plaatste Tony Martin een aanval. Hij kreeg Rohan Dennis met zich mee en bereikte in een mum van tijd het wiel van Nibali. Enkele seconden later werden de drie leiders echter gegrepen.
In de slotkilometer probeerde Thomas Voeckler het met een ultieme aanval. Ook de Fransman slaagde er niet in om weg te blijven. De groep stevende af op een sprint. Michael Albasini bleek vervolgens de snelste.
Jesús Herrada en Ramūnas Navardauskas eindigden respectievelijk als tweede en derde. Martijn Keizer is op de 24e plaats opnieuw de beste Nederlander. De Belkin-renner stijgt naar plaats acht in het klassement, dat nog steeds wordt geleid door Michał Kwiatkowski.

#### Uitslag
| Brigerbad - Sion (88 km) |                      |                 |          |
| Plaats                   | Naam                 | Ploeg           | Tijd     |
| Winnaar                  | Michael Albasini     | Orica-GreenEdge | 2u11'11" |
| 2                        | Jesús Herrada        | Movistar        | z.t.     |
| 3                        | Ramūnas Navardauskas | Garmin Sharp    | z.t.     |
| 4                        | Maksim Iglinski      | Astana          | z.t.     |
| 5                        | Andrew Talansky      | Garmin Sharp    | z.t.     |
| 6                        | Matthias Brändle     | IAM Cycling     | z.t.     |
| 7                        | Rui Costa            | Lampre-Merida   | z.t.     |
| 8                        | Jonathan Hivert      | Belkin          | z.t.     |
| 9                        | Björn Thurau         | Europcar        | z.t.     |
| 10                       | Thomas Voeckler      | Europcar        | z.t.     |
|                          |                      |                 |          |
| 20                       | Maxime Monfort       | Lotto-Belisol   | + 4"     |
| 24                       | Martijn Keizer       | Belkin          | z.t.     |

| Algemeen klassement |                      |                         |          |
| Plaats              | Naam                 | Ploeg                   | Tijd     |
| Gele trui           | Michał Kwiatkowski   | Omega Pharma-Quick-Step | 2u17'33" |
| 2                   | Michael Albasini     | Orica-GreenEdge         | + 5"     |
| 3                   | Ramūnas Navardauskas | Garmin Sharp            | z.t.     |
| 4                   | Jesús Herrada        | Movistar                | + 6"     |
| 5                   | Matthias Brändle     | IAM Cycling             | + 7"     |
| 6                   | Rohan Dennis         | Garmin Sharp            | + 8"     |
| 7                   | Tony Martin          | Omega Pharma-Quick-Step | + 9"     |
| 8                   | Martijn Keizer       | Belkin                  | + 13"    |
| 9                   | Alexandre Geniez     | FDJ.fr                  | z.t.     |
| 10                  | Chris Froome         | Sky ProCycling          | z.t.     |
|                     |                      |                         |          |
| 25                  | Maxime Monfort       | Lotto-Belisol           | + 22"    |

### 2e etappe

#### Verloop
Al vroeg tijdens de etappe gingen er twee renners vandoor. Pirmin Lang en Martin Kohler sloegen de handen ineen voor een Zwitsers avontuur in hun thuisland. Ze reden in een mum van tijd een voorsprong van over de twaalf minuten bijeen. Het peloton had aanvankelijk niet veel zin om de twee coureurs terug te halen.
Er volgde een klassieke sprintersetappe. De spurtersploegen hielden de twee onder controle en rekenden hen op zo'n drie kilometer voor het einde in. Vervolgens was het de beurt aan de snelle mannen om hun teamgenoten te belonen met de winst. Dat was zonder Marcel Kittel, want de Duitser werd op een van de klimmetjes gelost. Een uitgedund peloton mocht vervolgens sprinten voor de dagzege, waarna Michael Albasini zijn ploeg opnieuw de champagne bezorgde.

#### Uitslag
| Sion - Montreux (166,5 km) |                      |                         |          |
| Plaats                     | Naam                 | Ploeg                   | Tijd     |
| Winnaar                    | Michael Albasini     | Orica-GreenEdge         | 4u12'22" |
| 2                          | Tony Hurel           | Europcar                | z.t.     |
| 3                          | Giacomo Nizzolo      | Trek Factory Racing     | z.t.     |
| 4                          | Aleksej Tsatevitsj   | Katjoesja               | z.t.     |
| 5                          | Michał Kwiatkowski   | Omega Pharma-Quick-Step | z.t.     |
| 6                          | Maksim Iglinski      | Astana                  | z.t.     |
| 7                          | Tosh Van der Sande   | Lotto-Belisol           | z.t.     |
| 8                          | Ramūnas Navardauskas | Garmin Sharp            | z.t.     |
| 9                          | Danilo Wyss          | BMC Racing Team         | z.t.     |
| 10                         | Chris Froome         | Sky ProCycling          | z.t.     |
|                            |                      |                         |          |
| 12                         | Moreno Hofland       | Belkin                  | z.t.     |

| Algemeen klassement |                      |                         |          |
| Plaats              | Naam                 | Ploeg                   | Tijd     |
| Gele trui           | Michael Albasini     | Orica-GreenEdge         | 6u29'50" |
| 2                   | Michał Kwiatkowski   | Omega Pharma-Quick-Step | + 5"     |
| 3                   | Ramūnas Navardauskas | Garmin Sharp            | + 10"    |
| 4                   | Jesús Herrada        | Movistar                | + 11"    |
| 5                   | Matthias Brändle     | IAM Cycling             | + 12"    |
| 6                   | Rohan Dennis         | Garmin Sharp            | + 13"    |
| 7                   | Tony Martin          | Omega Pharma-Quick-Step | + 14"    |
| 8                   | Martijn Keizer       | Belkin                  | + 18"    |
| 9                   | Chris Froome         | Sky ProCycling          | + 19"    |
| 10                  | Jon Izagirre         | Movistar                | z.t.     |
|                     |                      |                         |          |
| 22                  | Maxime Monfort       | Lotto-Belisol           | + 27"    |

### 3e etappe

#### Verloop
In de openingsfase van de wedstrijd ontstond een kopgroep van acht man. Daarbij zat met Tom Veelers één Nederlander, maar hij loste snel uit de voorste groep. Na veertig kilometer moest de Col des Planches (eerste categorie) beklommen worden. Op deze berg werd de kopgroep flink uitgedund. Naast Veelers moesten ook drie anderen de koplopers laten gaan. Alleen Elia Favilli, Davide Malacarne, Cyril Gautier en Andrij Grivko bleven over.
Ook het peloton werd flink uitgedund. Op de top van de Col des Planches waren er nog maar dertig renners over. Onder meer Michael Albasini, de leider in het klassement, moest het peloton laten gaan. Ook voor Michał Kwiatkowski ging het te hard, maar de Pool wist in de afdaling terug te keren. Op de volgende beklimming, wederom van eerste categorie, werd de kopgroep ondertussen verder uitgedund. Alleen de twee Fransen bleven over. Het peloton reed minder snel op deze berg. Daardoor groeide de voorsprong van het tweetal naar vier minuten.
Op de derde en een-na-laatste beklimming van de dag maakte Garmin Sharp tempo. De Amerikaanse ploeg zorgde ervoor dat de voorsprong snel kleiner werd. Op één kilometer van de top werden de twee koplopers gegrepen. Daarna probeerden opnieuw renners weg te rijden, maar die werden snel gegrepen. Het uitgedunde peloton stevende af op de voet van bergoord Villars-sur-Ollon, de laatste beklimming van de dag. Direct moesten veel renners lossen. Ook voor Belkin-kopman Laurens ten Dam ging het te snel.
Al na een paar minuten klimmen, plaatste Vincenzo Nibali een verrassende aanval. Chris Froome reageerde meteen en kreeg Rafał Majka en Simon Špilak met zich mee. Het drietal kwam snel bij Nibali en ook andere klimmers sloten weer aan. Het bleef niet lang rustig, want meteen daarna ging Chris Froome zelf in de aanval. Alleen Nibali kon reageren, maar ook hij moest de Brit snel laten gaan. De "Haai van Messina" werd zelfs gepasseerd door Simon Špilak, die langzaam het gat naar Froome wist te dichten, waardoor we twee koplopers kregen.
Enkele klassementsrenners kenden op de slotbeklimming pech. Majka en Thibaut Pinot kwamen ten val, terwijl Andrew Talansky problemen kreeg met zijn materiaal. Ondertussen werkten Froome en Špilak goed samen. Het tweetal had op de top van de beklimming een voorsprong van één minuut op drie achtervolgers. Dit waren Vincenzo Nibali, Beñat Intxausti en Mathias Frank. In de natte afdaling kwamen later ook Rui Costa en Jakob Fuglsang aansluiten bij de achtervolgers. De vijf kwamen echter niet veel dichter bij de koplopers.
Froome en Špilak stevenden vervolgens af op een sprint-à-deux. De twee koplopers wilden elkaar duidelijk geen cadeau geven. Beiden gingen er vol voor om te winnen. Froome zette als eerste aan, maar Špilak wist er snel overheen te komen. Vervolgens moest het duo een bocht naar rechts nemen. Omdat Froome aan de binnenkant van de weg zat, kon hij zijn medevluchter weer passeren. Op het laatste rechte stuk slaagde Špilak er echter in om wederom voorbij Froome te spurten. De Sloveen kon zodoende een dubbelslag slaan. Rui Costa sprintte in de achtergrond naar plek drie.

#### Uitslag
| Le Bouveret - Aigle (180,2 km) |                 |                |          |
| Plaats                         | Naam            | Ploeg          | Tijd     |
| Winnaar                        | Simon Špilak    | Katjoesja      | 5u09'23" |
| 2                              | Chris Froome    | Sky ProCycling | z.t.     |
| 3                              | Rui Costa       | Lampre-Merida  | + 57"    |
| 4                              | Jakob Fuglsang  | Astana         | z.t.     |
| 5                              | Beñat Intxausti | Movistar       | z.t.     |
| 6                              | Mathias Frank   | IAM Cycling    | z.t.     |
| 7                              | Vincenzo Nibali | Astana         | z.t.     |
| 8                              | Jesús Herrada   | Movistar       | + 1'41"  |
| 9                              | Thibaut Pinot   | FDJ.fr         | z.t.     |
| 10                             | Andrew Talansky | Garmin Sharp   | z.t.     |
|                                |                 |                |          |
| 16                             | Maxime Monfort  | Lotto-Belisol  | + 3'25"  |
| 17                             | Laurens ten Dam | Belkin         | z.t.     |

| Algemeen klassement |                 |                |           |
| Plaats              | Naam            | Ploeg          | Tijd      |
| Gele trui           | Simon Špilak    | Katjoesja      | 11u39'25" |
| 2                   | Chris Froome    | Sky ProCycling | + 1"      |
| 3                   | Rui Costa       | Lampre-Merida  | + 1'02"   |
| 4                   | Vincenzo Nibali | Astana         | + 1'06"   |
| 5                   | Mathias Frank   | IAM Cycling    | + 1'10"   |
| 6                   | Beñat Intxausti | Movistar       | + 1'13"   |
| 7                   | Jakob Fuglsang  | Astana         | + 1'14"   |
| 8                   | Jesús Herrada   | Movistar       | + 1'40"   |
| 9                   | Jon Izagirre    | Movistar       | + 1'48"   |
| 10                  | Andrew Talansky | Garmin Sharp   | + 1'50"   |
|                     |                 |                |           |
| 17                  | Maxime Monfort  | Lotto-Belisol  | + 3'40"   |
| 18                  | Laurens ten Dam | Belkin         | + 3'54"   |

### 4e etappe

#### Verloop
De vlucht van de dag kwam op naam van in totaal vijf renners. Thomas Voeckler, Jan Bakelants en Michael Albasini hadden de hele dag het gezelschap van de Fransen Alexis Vuillermoz en Jean-Marc Marino. Onderweg reed de kopgroep nog een keer verkeerd, waardoor de voorsprong groeide tot over de zes minuten.
Het duurde lang voor er een georganiseerde achtervolging op gang kwam, en de voorsprong daalde niet snel. Op twaalf kilometer van de streep had het vijftal nog één minuut en twintig seconden voorsprong. Toen ging Bakelants ten aanval op het laatste klimmetje, de Belg kreeg Voeckler en Albasini mee.
In het peloton werd er niet echt doorgereden. Giant-Shimano wilde nog, maar er werkte niemand mee. Het verschil werd niet snel kleiner en al snel bleek dat de drie gingen strijden om de zege. In de laatste kilometer probeerde Bakelants het nog even, maar Albasini en Voeckler reageerden snel en de Zwitser liet zijn sprintersbenen spreken.

#### Uitslag
| Fribourg - Fribourg (174 km) |                      |                         |          |
| Plaats                       | Naam                 | Ploeg                   | Tijd     |
| Winnaar                      | Michael Albasini     | Orica-GreenEdge         | 4u14'21" |
| 2                            | Thomas Voeckler      | Europcar                | z.t.     |
| 3                            | Jan Bakelants        | Omega Pharma-Quick-Step | z.t.     |
| 4                            | Davide Appollonio    | AG2R La Mondiale        | + 9"     |
| 5                            | Anthony Roux         | FDJ.fr                  | z.t.     |
| 6                            | Oscar Gatto          | Cannondale              | z.t.     |
| 7                            | Ramūnas Navardauskas | Garmin Sharp            | z.t.     |
| 8                            | Luka Mezgec          | Giant-Shimano           | z.t.     |
| 9                            | Roberto Ferrari      | Lampre-Merida           | z.t.     |
| 10                           | Tony Hurel           | Europcar                | z.t.     |
|                              |                      |                         |          |
| 35                           | Stef Clement         | Belkin                  | z.t.     |

| Algemeen klassement |                 |                         |           |
| Plaats              | Naam            | Ploeg                   | Tijd      |
| Gele trui           | Simon Špilak    | Katjoesja               | 15u53'55" |
| 2                   | Chris Froome    | Sky ProCycling          | + 1"      |
| 3                   | Rui Costa       | Lampre-Merida           | + 1'02"   |
| 4                   | Vincenzo Nibali | Astana                  | + 1'06"   |
| 5                   | Mathias Frank   | IAM Cycling             | + 1'10"   |
| 6                   | Beñat Intxausti | Movistar                | + 1'13"   |
| 7                   | Jakob Fuglsang  | Astana                  | + 1'14"   |
| 8                   | Jesús Herrada   | Movistar                | + 1'40"   |
| 9                   | Jon Izagirre    | Movistar                | + 1'48"   |
| 10                  | Andrew Talansky | Garmin Sharp            | + 1'50"   |
|                     |                 |                         |           |
| 21                  | Jan Bakelants   | Omega Pharma-Quick-Step | + 6'00"   |
| 22                  | Laurens ten Dam | Belkin                  | + 7'49"   |

### 5e etappe

#### Verloop
Chris Sutton vertrok om 11:53 als eerste van het startblok. Niet veel later mocht Michael Hepburn vertrekken en hij zette direct een scherpe tijd. Met drie zeges voor Michael Albasini, was Orica-GreenEdge in Romandië buitengewoon succesvol. Ook tijdens het eerste uur van deze tijdrit was het enkel de Australische ploeg die de klok sloeg, want niet veel later verbeterde Svein Tuft de tijd van diens ploeggenoot Hepburn.
Het duurde echter niet lang vooraleer een nieuwe toptijd werd gerealiseerd. Drievoudig wereldkampioen Tony Martin denderde over de streep en zette met 24'51" de te kloppen tijd neer. De finishlijn was overigens getrokken in het Stade de la Maladière, het voetbalstadion van Neuchâtel. Nieuw-Zeelander Jesse Sergent kwam er niet veel later bij in de buurt; slechts zeven seconden gaf hij toe op Martin.
Bijna alle renners beten zich stuk op de tijd van Martin. Die had bij het tussenpunt overigens ook de snelste tijd, totdat Chris Froome voorbij snelde. De Brit van Team Sky was 62 honderdste sneller dan de Duitser. Het tussenpunt lag boven op een steile, lastige heuvel. Voor Froome volgde er een korte afdaling en dan een rechte lijn naar het voetbalstadion van Nauchâtel.
Vorig seizoen was er op de slotdag sprake van eenzelfde scenario: Simon Špilak ging als leider de tijdrit (toen ook 18 kilometer lang) in, moest zijn meerdere bekennen in Chris Froome en zag Tony Martin de chrono winnen. Bij het tussenpunt werd duidelijk dat Špilak dit jaar opnieuw niet ging winnen. Froome zorgde er echter voor dat het niet op een herhaling van vorig seizoen uitdraaide: de Brit klopte Martin in de tijdrit, al bleef dat verschil binnen de seconde. Wereldkampioen Rui Costa werd, net als vorig jaar, derde in het eindklassement.

#### Uitslag
| Neuchâtel - Neuchâtel (18,5 km (ITT)) |                |                         |         |
| Plaats                                | Naam           | Ploeg                   | Tijd    |
| Winnaar                               | Chris Froome   | Sky ProCycling          | 24'50"  |
| 2                                     | Tony Martin    | Omega Pharma-Quick-Step | + 1"    |
| 3                                     | Jesse Sergent  | Trek Factory Racing     | + 8"    |
| 4                                     | Rigoberto Urán | Omega Pharma-Quick-Step | + 15"   |
| 5                                     | Jon Izagirre   | Movistar                | + 20"   |
| 6                                     | Riccardo Zoidl | Trek Factory Racing     | + 29"   |
| 7                                     | Simon Špilak   | Katjoesja               | z.t.    |
| 8                                     | Rui Costa      | Lampre-Merida           | + 31"   |
| 9                                     | Thibaut Pinot  | FDJ.fr                  | + 35"   |
| 10                                    | Mathias Frank  | IAM Cycling             | z.t.    |
|                                       |                |                         |         |
| 19                                    | Stef Clement   | Belkin                  | + 44"   |
| 32                                    | Maxime Monfort | Lotto-Belisol           | + 1'14" |

## Eindklassementen
| Plaats    | Naam                  | Ploeg                   | Tijd      |
| --------- | --------------------- | ----------------------- | --------- |
| Gele trui | Chris Froome          | Sky ProCycling          | 16u18'46" |
| 2         | Simon Špilak          | Katjoesja               | + 28"     |
| 3         | Rui Costa             | Lampre-Merida           | + 1'32"   |
| 4         | Mathias Frank         | IAM Cycling             | + 1'44"   |
| 5         | Vincenzo Nibali       | Astana                  | + 1'48"   |
| 6         | Beñat Intxausti       | Movistar                | + 1'52"   |
| 7         | Jakob Fuglsang        | Astana                  | + 1'56"   |
| 8         | Jon Izagirre          | Movistar                | + 2'07"   |
| 9         | Jesús Herrada         | Movistar                | + 2'15"   |
| 10        | Thibaut Pinot         | FDJ.fr                  | + 2'31"   |
| 11        | Andrew Talansky       | Garmin Sharp            | + 2'38"   |
| 12        | Riccardo Zoidl        | Trek Factory Racing     | + 3'29"   |
| 13        | Rafał Majka           | Tinkoff-Saxo            | + 3'32"   |
| 14        | Rigoberto Urán        | Omega Pharma-Quick-Step | + 3'50"   |
| 15        | Sébastien Reichenbach | IAM Cycling             | + 5'30"   |
| 16        | Marcel Wyss           | IAM Cycling             | + 5'32"   |
| 17        | André Cardoso         | Garmin Sharp            | + 6'44"   |
| 18        | Darwin Atapuma        | BMC Racing Team         | + 7'24"   |
| 19        | Nicolas Roche         | Tinkoff-Saxo            | + 7'30"   |
| 20        | Jan Bakelants         | Omega Pharma-Quick-Step | + 7'37"   |
|           |                       |                         |           |
| 24        | Laurens ten Dam       | Belkin                  | + 9'56"   |

| Plaats      | Naam              | Ploeg                   | Punten |
| ----------- | ----------------- | ----------------------- | ------ |
| Groene trui | Martin Kohler     | BMC Racing Team         | 12     |
| 2           | Alexis Vuillermoz | AG2R La Mondiale        | 10     |
| 3           | Vincenzo Nibali   | Astana                  | 6      |
|             |                   |                         |        |
| 4           | Jan Bakelants     | Omega Pharma-Quick-Step | 6      |

| Plaats    | Naam           | Ploeg                   | Punten |
| --------- | -------------- | ----------------------- | ------ |
| Roze trui | Johann Tschopp | IAM Cycling             | 30     |
| 2         | Cyril Gautier  | Europcar                | 28     |
| 3         | Chris Froome   | Sky ProCycling          | 12     |
|           |                |                         |        |
| 14        | Jan Bakelants  | Omega Pharma-Quick-Step | 5      |

| Plaats     | Naam               | Ploeg               | Tijd       |
| ---------- | ------------------ | ------------------- | ---------- |
| Witte trui | Jesús Herrada      | Movistar            | 16u21'01"  |
| 2          | Thibaut Pinot      | FDJ.fr              | + 16"      |
| 3          | Edward Beltrán     | Tinkoff-Saxo        | + 10'50"   |
|            |                    |                     |            |
| 13         | Tosh Van der Sande | Lotto-Belisol       | + 44'26"   |
| 18         | Danny van Poppel   | Trek Factory Racing | + 1u02'21" |

## Klassementenverloop
| Etappe       | Winnaar            | Algemeen klassement · | Puntenklassement · | Bergklassement · | Jongerenklassement · | Ploegenklassement       |
| ------------ | ------------------ | --------------------- | ------------------ | ---------------- | -------------------- | ----------------------- |
| P            | Michał Kwiatkowski | Michał Kwiatkowski    | niet uitgereikt    | niet uitgereikt  | Michał Kwiatkowski   | Omega Pharma-Quick-Step |
| 1            | Michael Albasini   | Michał Kwiatkowski    | Vincenzo Nibali    | Johann Tschopp   | Michał Kwiatkowski   | Omega Pharma-Quick-Step |
| 2            | Michael Albasini   | Michael Albasini      | Martin Kohler      | Johann Tschopp   | Michał Kwiatkowski   | Omega Pharma-Quick-Step |
| 3            | Simon Špilak       | Simon Špilak          | Martin Kohler      | Johann Tschopp   | Jesús Herrada        | Movistar                |
| 4            | Michael Albasini   | Simon Špilak          | Martin Kohler      | Johann Tschopp   | Jesús Herrada        | Movistar                |
| 5            | Chris Froome       | Chris Froome          | Martin Kohler      | Johann Tschopp   | Jesús Herrada        | Movistar                |
| 0Eindstanden | 0Eindstanden       | Chris Froome          | Martin Kohler      | Johann Tschopp   | Jesús Herrada        | Movistar                |

## UCI World Tour
In deze Ronde van Romandië waren punten te verdienen voor de ranking in de UCI World Tour 2014. Enkel renners die uitkwamen voor een WorldTour-ploeg, maakten aanspraak om punten te verdienen.
| Positie        | 1e  | 2e | 3e | 4e | 5e | 6e | 7e | 8e | 9e | 10e |
| Eindklassement | 100 | 80 | 70 | 60 | 50 | 40 | 30 | 20 | 10 | 4   |
| Per etappe     | 6   | 4  | 2  | 1  | 1  |    |    |    |    |     |

| #  | Renner               | Ploeg                   | Punten |
| -- | -------------------- | ----------------------- | ------ |
| 1  | Chris Froome         | Sky ProCycling          | 110    |
| 2  | Simon Špilak         | Katjoesja               | 86     |
| 3  | Rui Costa            | Lampre-Merida           | 72     |
| 4  | Vincenzo Nibali      | Astana                  | 50     |
| 5  | Beñat Intxausti      | Movistar                | 41     |
| 6  | Jakob Fuglsang       | Astana                  | 31     |
| 7  | Jon Izagirre         | Movistar                | 21     |
| 8  | Michael Albasini     | Orica-GreenEdge         | 18     |
| 9  | Jesús Herrada        | Movistar                | 14     |
| 10 | Michał Kwiatkowski   | Omega Pharma-Quick-Step | 7      |
| 11 | Tony Martin          | Omega Pharma-Quick-Step | 5      |
| 12 | Rohan Dennis         | Garmin Sharp            | 4      |
| 12 | Tony Hurel           | Europcar                | 4      |
| 12 | Thomas Voeckler      | Europcar                | 4      |
| 12 | Thibaut Pinot        | FDJ.fr                  | 4      |
| 16 | Giacomo Nizzolo      | Trek Factory Racing     | 3      |
| 17 | Marcel Kittel        | Giant-Shimano           | 2      |
| 17 | Ramūnas Navardauskas | Garmin Sharp            | 2      |
| 17 | Jan Bakelants        | Omega Pharma-Quick-Step | 2      |
| 17 | Jesse Sergent        | Trek Factory Racing     | 2      |
| 21 | Maksim Iglinski      | Astana                  | 1      |
| 21 | Andrew Talansky      | Garmin Sharp            | 1      |
| 21 | Aleksej Tsatevitsj   | Katjoesja               | 1      |
| 21 | Davide Appollonio    | AG2R La Mondiale        | 1      |
| 21 | Anthony Roux         | FDJ.fr                  | 1      |
| 21 | Rigoberto Urán       | Omega Pharma-Quick-Step | 1      |

Mannen: 1947 · 1948 · 1949 · 1950 · 1951 · 1952 · 1953 · 1954 · 1955 · 1956 · 1957 · 1958 · 1959 · 1960 · 1961 · 1962 · 1963 · 1964 · 1965 · 1966 · 1967 · 1968 · 1969 · 1970 · 1971 · 1972 · 1973 · 1974 · 1975 · 1976 · 1977 · 1978 · 1979 · 1980 · 1981 · 1982 · 1983 · 1984 · 1985 · 1986 · 1987 · 1988 · 1989 · 1990 · 1991 · 1992 · 1993 · 1994 · 1995 · 1996 · 1997 · 1998 · 1999 · 2000 · 2001 · 2002 · 2003 · 2004 · 2005 · 2006 · 2007 · 2008 · 2009 · 2010 · 2011 · 2012 · 2013 · 2014 · 2015 · 2016 · 2017 · 2018 · 2019 · 2020 · 2021 · 2022 · 2023 · 2024 · 2025
Vrouwen: 2022 · 2023 · 2024 · 2025
 Tour Down Under · 
 Parijs-Nice · 
 Tirreno-Adriatico · 
 Milaan-San Remo · 
 Ronde van Catalonië · 
 E3 Harelbeke · 
 Gent-Wevelgem · 
 Ronde van Vlaanderen · 
 Ronde van het Baskenland · 
 Parijs-Roubaix · 
 Amstel Gold Race · 
 Waalse Pijl · 
 Luik-Bastenaken-Luik · 
 Ronde van Romandië · 
 Ronde van Italië · 
 Critérium du Dauphiné · 
 Ronde van Zwitserland · 
 Ronde van Frankrijk · 
 Clásica San Sebastián · 
 Ronde van Polen · 
  Eneco Tour · 
 Ronde van Spanje · 
 Vattenfall Cyclassics · 
 GP Ouest France-Plouay · 
 Grote Prijs van Quebec · 
 Grote Prijs van Montreal · 
 UCI Ploegentijdrit · 
 Ronde van Lombardije · 
 Ronde van Peking